# Mont Nimba
Mont Nimba is een berg op de grens van Ivoorkust, Liberia en Guinee in West-Afrika.
Met 1752 meter vormt Mont Nimba het hoogste punt van deze drie landen. Mont Nimba maakt deel uit van het Nimba-massief.
Sinds 1944 is het gebied een natuurreservaat, met uitzondering van het Liberiaanse deel. Het heeft een omvang van 180 km² en staat op de Werelderfgoedlijst van UNESCO. Het is een gesloten reservaat, niet toegankelijk voor toerisme.
Mont Nimba is rijk aan ijzererts. In het Liberiaanse deel van de berg werd intensieve mijnbouw bedreven totdat in 1989 de reserves waren uitgeput.
Door erosie en de combinatie van lagen ijzerkwartsiet, schisten en granietgneis hebben zich bijzondere landschappen gevormd.
De berg kreeg zijn naam in december 1929 tijdens de expeditie van Sempere, Sattler en Michelis.

## Bedreigingen
Sinds 1992 staat Mont Nimba op de lijst van bedreigd werelderfgoed. De reden daarvoor is dat Guinee eenzijdig de grenzen van het natuurpark verkleinde en aan een mijnbouwbedrijf een concessie verleende voor de winning van ijzererts. In 1993 werd een voorlopig akkoord bereikt over het instellen van een enclave binnen de grenzen van het park.
Door de politieke onrust in de regio is van een goed functionerend natuurreservaat geen sprake. De regering van Ivoorkust heeft geen enkele controle over haar deel van het terrein. In Guinee hebben vluchtelingen hun toevlucht gezocht binnen de grenzen van het reservaat. Grote delen van het bos zijn door herders en hun kuddes verwoest.
In 2003 is de exploitatie van de ijzerertsmijn begonnen. Illegale jacht door mijnwerkers trekt een zware wissel op het reservaat.
De commissie voor het werelderfgoed is sceptisch over de vraag of bescherming van het erfgoed en mijnbouw te verenigen zijn.
Voor het transport van het ijzererts is de aanleg van een spoorweg gepland (Trans-Guinea spoorweg). Het internationale mijnconsortium verzekert dat deze de grenzen van het natuurpark niet zal overschrijden.